# Eria quadricolor
Eria quadricolor är en orkidéart som beskrevs av Johannes Jacobus Smith. Eria quadricolor ingår i släktet Eria och familjen orkidéer. Inga underarter finns listade i Catalogue of Life.